# دشت گل (جماعت)
دَشتِ گُل  جماعت و شهرکی در جنوب غربی کشور تاجیکستان است که در ناحیهٔ همدانی ولایت ختلان قرار دارد. جمعیت این جماعت ۱۴۵۷۷ است.